# ۶۰۱ (پیش از میلاد)
۶۰۱ (پیش از میلاد) ۶۰۱مین سال قبل از تقویم میلادی است.